# Park Kyung-Ri
Park Kyung-Ri (28 de octubre de 1926 – 5 de mayo de 2008) fue una prominente novelista coreana. Nació en Tongyeong, en la provincia de Gyeongsang del Sur y después vivió en Wonju, provincia de Gangwon. Debutó en la literatura en 1955 con el relato "Cálculos" (Gyesan). Pero es más conocida por su novela de 16 volúmenes Toji (La tierra), una saga épica situada en la turbulenta historia de Corea entre los siglos XIX y XX. Después se adaptó al cine, a la televisión y a la ópera.

Falleció de cáncer de pulmón a los 81 años el 5 de mayo de 2008.

## Biografía
Park Kyung-ri nació en una familia de clase media en 1926 en Tongyeong, provincia de Gyeongsang del Sur. El nombre que le dieron al nacer fue Park Geum-i. Su padre, Park Su-yeong, se casó con su madre cuando tenía catorce años, que tenía cuatro años más que él. La relación entre sus padres no marchó bien, lo que le afectó mucho en su vida. Sus adversidades empezaron cuando su padre dejó a su madre tras nacer ella. Después la autora manifestó que siempre tuvo simpatía hacia su madre, pero que odió a su padre, por eso vivió aislada y con sentimientos contradictorios, lo que le hizo disfrutar del mundo imaginativo de los libros.
Se casó en 1945, un año después de graduarse del bachillerato, pero sus sufrimientos no acabaron con el matrimonio. Por el contrario, fueron a peor porque su marido fue acusado de comunista, desapareció durante la guerra de Corea y finalmente murió en la prisión de Seodaemun. No solo eso, sino que perdió a su hijo de tres años el mismo año. Empezó su carrera profesional en 1955 después de una recomendación del novelista y poeta Kim Tong-ni. Sufrió cáncer de mama en 1960 y tuvo que criar a su nieto, después de que su yerno y poeta Kim Chi-ha fuera arrestado acusado de ser comunista en los setenta, igual que lo fue su marido. Falleció de cáncer de pulmón.

## Obra
Cuando debutó dijo: "Si hubiera sido feliz no habría escrito". También dijo después: "Vivo con mi madre y con mi hija, y tengo que mantenerlas económicamente. Empecé a escribir cuando decidí librarme de la adversidad".
Empezó su carrera con el cuento "Cálculos" (Gyesan), y sus primeras obras estuvieron muy influenciadas por su desafortunada vida. Los narradores de estos relatos, como "Tiempo de recelo" (Bulsin Sidae) y "Tiempo de oscuridad" (Amheuk Sidae) son a menudo una hija que vive con su madre y que ha perdido a su marido y a su hijo, que es la historia de su propia vida. En sus siguientes novelas, como Las hijas del farmacéutico Kim (Kimyakgukui Ttaldeul), sigue usando personajes que continúan luchando pese a las dificultades. Sin embargo, se volvió más objetiva cuando dejó el tema de la guerra de Corea para escribir de la vida cotidiana y usó técnicas y temas más variados.
Mostró la importancia de la dignidad humana en todas sus obras. Ella definía la dignidad humana como lo que protege la parte más noble de uno mismo. Criticaba las tradiciones, sistemas y autoridades que hacían que la gente no preservara su dignidad, y también despreciaba a la gente que perdía la dignidad por sus pretensiones. Además, sus obras tratan del aislamiento humano y de la confianza absoluta en el amor.

## Toji(La tierra)
Toji (La tierra) es su novela más famosa. La novela empezó de forma serial en septiembre de 1969 en la revista Literatura contemporánea (Hyundae Munhak). Tardó 25 años en escribirla. Muestra las turbulencias de la sociedad en el cambio hacia el siglo XX, cuando los coreanos luchaban contra el imperialismo japonés. Tiene cientos de personajes provenientes de toda la península. Kim Gil-sang y Choi Seo-hee, los héroes principales de la novela, como otros héroes de sus novelas, luchan por salvar su dignidad en el periodo más turbulento de la historia de Corea. Tiene una destacada destreza en el estilo, el lenguaje dialectal y las descripciones de personajes, mostrando los sucesos de la historia moderna de Corea a través del amor a la gran "madre tierra". Es considerada una obra maestra de la literatura contemporánea coreana. Se ha adaptado al cine, televisión y ópera. Se ha traducido a varios idiomas, incluidos inglés, francés y japonés. También ha sido incluida en la Lista de obras representativas de la Unesco.

## Obras
- 1955 "Cálculos" (계산, Gyesan)[13][14]
- 1956 "Negro negro y blanco blanco" (흑흑백백, Heukheuk baekbaek)
- 1957 "Periodo de recelo" (불신시대, Bulsin Sidae)
- 1958 "Canción de amor" (연가, Yeonga )
- 1958 "Tierra recóndita" (벽지)
- 1958 "Tiempo de oscuridad" (암흑시대, Amheuk Sidae)
- 1959 Diario de un naufragio (표류도)
- 1962 Las hijas del farmacéutico Kim (김약국의 딸들, Kimyakgukui Ttaldeul)
- 1963 Mercado de pescado (파시)
- 1965 El mercado y el campo de batalla (시장과 전장, Sijang gwa Jeonjang)
- 1965 Zona verde (Nokjidae, 녹지대)
- 1969-1994 Toji (토지 The Land)
- Mi corazón es un lago (내 마음은 호수)
- Galaxia azul (푸른 은하)

## Premios
- Premio Literario Woltan (por La tierra).
- Premio de Literatura Contemporánea (1958)
- Premio Incheon[4]
- Orden al Mérito Cultural (1992).[4]
- Orden al Mérito Cultural, Corona de oro (recibida de manera póstuma).[9]